# ريان ستيوارت
ريان ستيوارت (بالإنجليزية: Ryan Stewart)‏ (5 ديسمبر 1982 في ترينيداد وتوباغو - ) هو لاعب كرة قدم ترينيداد وتوباغو في مركز الوسط. لعب مع كاليدونيا إي آي إي وIndiana Invaders ‏ وCleveland City Stars ‏.

## وصلات خارجية
- ريان ستيوارت على موقع قاعدة بيانات كرة القدم.إي يو (الإنجليزية)